# Хараберюш Валентин Антонович
Хараберюш Валентин Антонович  (нар. 8 жовтня 1927 р. в с. Старомлинівка Великоновоселківського району, на Донеччині – 16 серпня 2003) - український медик, хірург, колишній завідувач кафедри госпітальної хірургії № 2 (тепер кафедра хірургії і ендоскопії) Донецького національного медичного університету ім. М. Горького, доктор медичних наук, професор, заслужений працівник вищої школи України.

## Біографія
Хараберюш Валентин Антонович — учасник Великої Вітчизняної війни.
У 1952 р. закінчив Донецький медичний університет.
Після закінчення вуз'у працював ординатором III хірургічного відділення Сталінської обласної клінічної лікарні ім. Калініна. У період з 1956 по 1967 роки працював асистентом кафедри загальної хірургії лікувального факультету Донецького медичного інституту.
У 1964 році захистив дисертацію на здобуття наукового ступеня кандидата медичних наук на тему: «Артеріальний кровопостачання шлунка і нижнього відділу стравоходу при різних варіантах вимикання магістральних судин».
У 1967 році був обраний за конкурсом доцентом кафедри загальної хірургії. Великий особистий досвід у діагностиці та лікуванні раку шлунка В. А. Хараберюш узагальнив у докторській дисертації «Відновлювальні операції при гастроектомії», яку захистив у 1973 році.
У 1973 році його обрали за конкурсом на посаду професора кафедри загальної хірургії № 1.
З 1975 року В. А. Хараберюш завідує кафедрою госпітальної хірургії № 2 ДонМУ.
У 1976 році йому присвоєно вчене звання професора. В. А. Хараберюш пройшов справжню школу хірургії, працюючи під керівництвом відомих у країні хірургів-професорів: А. І. Чаругіна, А. М. Ганічкіна. Г. М. Матяшина, Л. Г. Завгороднього. Створивши нову кафедру на базі хірургічного відділення МЛ № 16, він сформував 4 міських спеціалізованих центру: проктологічний, по боротьбі з шлунково-кишковими кровотечами, ендокринної хірургії, хірургії хвороб вен нижніх кінцівок.

## Творчий доробок
Хараберюш Валентин Антонович  автор 395 наукових робіт, 3 монографій, 18 винаходів, 30 раціоналізаторських пропозицій.  

## Нагороди
Нагороджений орденом «Вітчизняна війна», «За мужність», медалями: «За Перемогу над Німеччиною у Великій Вітчизняній війні 1941-1945 р.р.», 9-ма ювілейними медалями.
За багаторічну і плідну діяльність з підготовки майбутніх лікарів, йому присвоєно почесне звання «Заслужений працівник вищої школи України», академіка Української академії наук національного прогресу. Нагороджений знаками: «Шахтарська слава», «Відмінник Вищої школи», «Відмінник охорони здоров'я».

## Інтернет-ресурси
- Хараберюш Валентин Антонович
- http://www.acem.dsmu.edu.ua/images/texts/453/1107256109haraberush.pdf